# ماريو وليامز
ماريو وليامز (بالإنجليزية: Mario Williams)‏ (و. 1985  م) هو لاعب كرة قدم أمريكية، من الولايات المتحدة، يلعب كطرف دفاعي ‏.

## التعليم
تعلم في جامعة ولاية كارولاينا الشمالية.

## روابط خارجية
- ماريو وليامز على موقع إي إس بي إن.كوم (أن.أف.أل)3
- ماريو وليامز على موقع مرجع كرة القدم المحترفة.كوم (الإنجليزية)